# Gramatica occitana segon los parlars lengadocians
Gramatica occitana segon los parlars lengadocians (Grammaire occitane selon les parlers languedociens en occitan) est une grammaire de l'occitan languedocien écrite par Louis Alibert (Loís Alibèrt) et publiée en 1935 à Barcelone.
Cette grammaire constitue la base de la norme dite « classique » de l'occitan, qui vise à dépasser les graphies multiples et patoisantes alors dominantes, en proposant une conception normative unifiée de la langue d'oc. Elle fut complétée par le Dictionnaire occitan-français du même auteur, publié à titre posthume en 1966.

## Histoire
La grammaire fut tout d'abord publiée de façon fragmentée sous la forme de fascicules dans la revue Òc entre 1931 et 1934. Après un projet abandonné de publication à Toulouse, l'ouvrage fut finalement édité à Barcelone en 1935 par le bureau de relations méridionales de la Généralité de Catalogne dirigé par Josep Carbonell i Gener. En raison des événements de la guerre civile espagnole, cette édition connut de grandes difficultés de diffusion.
En 1976, une seconde édition posthume, révisée par le linguiste Ramon Chatbèrt, fut publiée par le Centre d'études occitanes de l'Université Montpellier III Paul Valéry. À l'initiative de l'Institut d'études occitanes et de l'Institut d'études catalanes, un facsimilé fit l'objet d'une nouvelle publication en 2000.

## Présentation

Carte dialectale du languedocien selon la grammaire d'Alibert.

La grammaire d'Alibert se distingue sur plusieurs plans.
Tout d'abord, à la différence d'autres œuvres antérieures, elle est rédigée en langue occitane, dans la visée de dignifier la langue et d'augmenter son crédit scientifique.
Elle est à la fois une grammaire descriptive très complète et une grammaire prescriptive des parlers languedociens. Chaque partie du livre contient de nombreuses indications dialectologiques, et l'auteur a pris soin d'indiquer quelles variantes devraient selon lui être admises ou refusées dans la langue écrite.

### Structure
L'œuvre se compose d'une introduction, de quatre grandes parties et de divers appendices :
- L'introduction, consacrée au dialecte languedocien, contient diverses considérations historiques, le situe d'un point de vue dialectologique par rapport aux autres groupes dialectaux environnants de la langue d'oc (gascon, provençal, limousin, bas auvergnat et catalan, l'auteur considérant ce dernier comme l'« une des grandes branches » de l'occitan[4],[5],[1]) puis présente un grand nombre de ses variations internes.
- La première partie est consacrée aux questions graphiques et phonétiques.
- La deuxième partie traite de la morphologie des mots selon leur nature.
- La troisième partie est consacrée à la syntaxe.
- La quatrième partie traite de la formation des mots (préfixation, suffixation, termes post-verbaux, composition...).
- Enfin, l'ouvrage contient un appendice consacré aux principes d'adaptation des mots savants, puis un lexique orthographique.

### Influence
L'ouvrage constitue une base incontournable du mouvement occitaniste contemporain. Recueillant et systématisant l'œuvre de Prospèr Estieu et Antonin Perbòsc, tout en se basant sur la graphie médiévale pour dépasser la profusion dialectale, la grammaire d'Alibert propose un code graphique flexible pour le dialecte languedocien, qu'il souhaitait adaptable aux autres dialectes de la langue.
Comme il l'exprime explicitement, Alibert espérait que cette base normative, appliquée à l'ensemble occitan, puisse bénéficier une acception comparable à celle de la grammaire catalane de Fabra dans les pays catalans.
La graphie proposée par Alibert dans sa grammaire fut plus tard adaptée au gascon par Pierre Bec et au provençal par Robert Lafont.
Elle constitue la base de la plupart des travaux de normalisation ultérieurs de la langue occitane, notamment ceux promus par l'Institut d'études occitanes et le Conseil de la langue occitane.

### Critiques
Bien que constituant un travail d'une qualité et d'une complétude sans précédent, l'œuvre a reçu diverses critiques. On lui a notamment reproché une trop grande proximité avec la norme catalane de Pompeu Fabra, ou la défense d'une langue excessivement artificielle et archaïsante, tout ceci ayant pu avoir une influence néfaste sur les nombreux continuateurs d'Alibert en raison d'un manque de recul de ces derniers par rapport à ses travaux,.